# رامی سماره
رامی سماره (عربی: رامي عبد المجيد حسن سمارة؛ زادهٔ ۲۶ مارس ۱۹۸۳) بازیکن فوتبال اهل اردن بود.
از باشگاه‌هایی که در آن بازی کرده‌است می‌توان به باشگاه ورزشی الرمثا اشاره کرد.
وی همچنین در تیم ملی فوتبال اردن بازی کرده‌است.